# Масортіїм
Масортіїм, Традіціоналісти (івр. מסורתיים), в Ізраїлі — умовна назва центральної течії в ізраїльському суспільстві, яке характеризує людей, які не визначають себе як релігійні (івр. דתיים), але також і не вважають себе світськими (івр. חילוניים).
Традіціоналісти дотримуються частина заповідей юдаїзму і різні звичаї, не обов'язково вірячи або відчуваючи обов'язок їх дотримання, але, головним чином, через почуття приналежності до єврейського народу. Це обумовлено уявленням про те, що для того, щоб зберегти існування народу, потрібно зберегти його традицію.
Деякі організації, що належать до течії консервативного юдаїзму, називають себе «масортіїм». Однак в Ізраїлі масортіїм не відносять себе до певної релігійної організації і виконують релігійні обряди — молитви, обрізання, весілля і т. д. — в ортодоксальних синагогах та рабинату за місцем проживання.